# Эллис Парк
«Э́ллис Парк» (англ. Ellis Park, в 2008—2012 годах — «Ко́ка-Ко́ла Парк» (англ. Coca-Cola Park)) — стадион в ЮАР, вместимостью 59 611 зрителей. Предназначен для проведения соревнований по регби и футболу. Используется также для проведения других мероприятий, таких как концерты.

## История
Название стадион получил в честь Дж. Д. Эллиса, способствовавшего выделению земли под строительство стадиона. В 2008 году право на то, чтобы назвать стадион своим именем сроком до 2012 года, за 450 миллионов рэндов ($58 миллионов/£ 30 миллионов) выкупила компания Coca-Cola.
В 1995 году здесь прошёл финал чемпионата мира по регби, в котором сборная ЮАР победила сборную Новой Зеландии со счётом 15:12.

## Кубок конфедераций 2009
В 2009 году стадион принял пять матчей Кубка конфедераций, в том числе финал и одну из полуфинальных игр.
| Дата         | Время (UTC+2) | Команда #1 | Счет | Команда #2     | Раунд     | Зрителей |
| ------------ | ------------- | ---------- | ---- | -------------- | --------- | -------- |
| 14 июня 2009 | 16:00         | ЮАР        | 0:0  | Ирак           | Группа A  | 48,837   |
| 18 июня 2009 | 20:30         | Египет     | 1:0  | Италия         | Группа B  | 52,150   |
| 20 июня 2009 | 20:30         | Египет     | 0:0  | Новая Зеландия | Группа A  | 23,295   |
| 25 июня 2009 | 20:30         | Бразилия   | 1:0  | ЮАР            | Полуфинал | 48,049   |
| 28 июня 2009 | 20:30         | США        | 2:3  | Бразилия       | Финал     | 52,291   |

## Чемпионат мира по футболу 2010
Стадион стал местом проведения матчей чемпионата мира по футболу 2010 года. На стадионе были проведены пять матчей группового раунда, один матч 1/8 финала и один матч четвертьфинала. В ходе подготовки к проведению матчей турнира вместимость стадиона была увеличиена на 5 000 мест за счёт расширения северной трибуны. По решению ФИФА большинство стадионов в ходе проведения чемпионатов мира не имеют права использовать коммерческие названия, однако для стадиона в Йоханнесбурге было сделано исключение. Причина в том, что Coca-Cola является генеральным спонсором ФИФА.

### Матчи чемпионата мира, сыгранные на стадионе
| Дата         | Время (UTC+2) | Команда #1 | Счет | Команда #2 | Раунд         | Зрителей |
| ------------ | ------------- | ---------- | ---- | ---------- | ------------- | -------- |
| 12 июня 2010 | 16:00         | Аргентина  | 1:0  | Нигерия    | Группа B      | 55,686   |
| 15 июня 2010 | 20:30         | Бразилия   | 2:1  | КНДР       | Группа G      | 54,331   |
| 18 июня 2010 | 16:00         | Словения   | 2:2  | США        | Группа C      | 45,573   |
| 21 июня 2010 | 20:30         | Испания    | 2:0  | Гондурас   | Группа H      | 54,386   |
| 24 июня 2010 | 16:00         | Словакия   | 3:2  | Италия     | Группа F      | 53,412   |
| 28 июня 2010 | 20:30         | Бразилия   | 3:0  | Чили       | 1/8 финала    | 54,096   |
| 3 июля 2010  | 20:30         | Испания    | 1:0  | Парагвай   | Четвертьфинал | 55,359   |

## Давка в 2001 году
В 2001 году во время футбольного матча между командами «Орландо Пайретс» и «Кайзер Чифс» произошла самая крупная в истории Южной Африки давка на спортивном мероприятии, в которой погибли 43 человека.